# Сысоева, Наталья Сергеевна
Наталья Сергеевна Сысоева (род. 25 марта 1970 года, Ангарск, Иркутская область, РСФСР, СССР) — российский художник, директор Иркутского областного художественного музея (с 2016 года), член-корреспондент РАХ (2022).

## Биография
Родилась 25 марта 1970 года в городе Ангарске Иркутской области, живёт и работает в Иркутске.
В 1992 году — окончила педагогическое отделение Иркутского художественного училища.
С 1992 по 2003 годы — преподаватель Иркутского художественного училища.
С 2000 по 2003 годы — работала на кафедре искусствоведения Иркутского государственного технического университета (ИрГТУ).
С 2000 года — член Союза художников России.
С 2003 по 2006 годы — профессор Pai Chai университета, Республика Корея.
С 2006 по 2014 годы — доцент кафедры дизайна ИрГТУ.
С 2014 по 2015 годы — доцент кафедры дизайна Российской государственной специализированной академии искусств РГСАИ, Москва.
С 2011 года по настоящее время — председатель Иркутского регионального отделения Союза художников России.
C 2016 года по настоящее время — директор Иркутского областного художественного музея имени В. П. Сукачёва.
С 2020 — член международного союза музеев России ИКОМ.
В 2022 году — избрана членом-корреспондентом Российской академии художеств.

## Творческая деятельность
Основные произведения, картины: «Сирень» (2010, холст, масло, 100*100); «Бакакоторский залив» (2010, холст, масло, 85*110); «Ромашковое лето» (2011, холст, масло, 70*128); «Кувшин домашнего вина» (2011, холст, масло, 54*78); «Вид из моего окна» (2011, холст, масло, 70*70); «Лето на даче» (2012, холст, масло, 150*68); «В мастерской» (2013, холст, масло, 80*100); «Пионы» (2013, холст, масло, 77*100); «В мастерской» (2014, холст, масло, 78*110); «Весенний букет» (2014, холст, масло, 87*100); «Букет в мастерской» (2015, холст, масло, 74*8); «Байкал» (2015, холст, масло, 60*90); «Солнечный день. Пионы» (2018, холст, масло, 86*100); «Зима» (2018, холст, масло, 50*75).
Участница более 150 выставок: всероссийских, региональных, зарубежных и международных; является лауреатом и дипломантом международных и региональных выставок. Провела 6 персональных выставок в России и за рубежом.

## Награды
- Почётный профессор Харбинского университета коммерции КНР (2013)